# بیشکورایوو (شهرستان تویمازینسکی، باشقیرستان)
بیشکورایوو (انگلیسی: Bishkurayevo, Tuymazinsky District, Republic of Bashkortostan) یک شهرک در شهرستان تویمازینسکی استان باشقیرستان کشور روسیه است.